# Віскозиметрія
Віскозиметрія — сукупність методів вимірювання в'язкості.

## Загальний опис
Віскозиметрія — це вимірювання в'язкості (в'язкості) рідин або газів. В'язкість визначається в вимірювальному приладі, віскозиметрі, шляхом вимірювання швидкості потоку через певний об'єм, зазвичай в капілярі, для певної кількості рідини або газу. У даній області техніки часто використовується датчик потоку.
Найпоширеніші три методи вимірювання в'язкості газів і рідин:
- за витратами в капілярі — засновано на законі Пуазейля
- за швидкістю падаючої кулі — закон Стокса
- по крутному моменту для співвісних циліндрів — із закону течії рідини між співвісними циліндрами (течія Тейлора)

В'язкість визначається також за згасанням періодичних коливань пластини, поміщеної в досліджуване середовище.
Особливу групу утворюють методи виміру в'язкості в малих обсягах середовища (мікров'язкість). Вони засновані на спостереженні броунівського руху, рухливості іонів, дифузії частинок.
При вимірі в'язкості рідини розрізняють ньютонівські та неньютонівські рідини. Ньютонівська рідина підпорядковується при своїй течії закону в'язкого тертя, тобто її в'язкість залежить тільки від температури рідини і не залежить від швидкості зсуву (принаймні в області ламінарного потоку). Практичним наслідком цього є однакове значення в'язкості за однієї і тієї ж температури для однієї і тієї ж рідини навіть на віскозиметрах різних систем. Неньютонівські рідини відхиляються від закону Ньютона. Серед них розрізняють тиксотропні рідини і нетиксотропні рідини. Тиксотропні рідини при перемішуванні змінюють свою в'язкість.

## Історія та виведення
Ісаак Ньютон вперше розглянув в'язкість, яка є мірою внутрішнього тертя матеріалу. Для ньютонівських рідин він визначив в'язкість як коефіцієнт пропорційності, у рівнянні, що пов'язує напруження зсуву (сила зсуву F) і швидкість зсуву.
{\displaystyle F=\eta \cdot A{\frac {dv}{dx}}=\eta \cdot a\cdot {\dot {\gamma }}}
dv/dx відповідає швидкості зсуву. Якщо ньютонівську рідину зрізають між двома пластинами поверхні  A  з силою F, вона починає текти і градієнт швидкості {\displaystyle {\tfrac {dv}{dx}}} виникає ортогонально до напрямку руху. 
«η» позначається тут як динамічна в'язкість.